# Mike Smith (basket-ball, 1976)
Pour les articles homonymes, voir Mike Smith (homonymie) et Smith.
Michael « Mike » Smith, né le 15 avril 1976 à West Monroe en Louisiane, est un joueur américain de basket-ball. Il évolue aux postes d'ailier et d'ailier fort.